# Reticulitermes
Reticulitermes Holmgren, 1913 é um género de térmitas da família Rhinotermitidae com distribuição natural nas regiões temperadas e subtropicais do Hemisfério Norte.

## Espécies
O género Reticulitermes inclui as seguintes espécies:
- Reticulitermes amamianus
- Reticulitermes banyulensis
- Reticulitermes flaviceps
- Reticulitermes flavipes
- Reticulitermes grassei
- Reticulitermes hageni
- Reticulitermes hesperus
- Reticulitermes kanmonensis
- Reticulitermes lucifugus
- Reticulitermes malletei
- Reticulitermes miyatakei
- Reticulitermes okinawanus
- Reticulitermes speratus
- Reticulitermes tibialis
- Reticulitermes urbis
- Reticulitermes virginicus
- Reticulitermes yaeyamanus